# William Rothenstein
William Rothenstein, né le 29 janvier 1872 à Bradford (Yorkshire) et mort le 14 février 1945 à Londres, est un peintre, graveur, dessinateur et critique d'art britannique.

## Biographie
William Rothenstein naît dans la famille d'un Juif émigré d'Allemagne pour aller travailler dans une usine textile de Bradford. Il est le cinquième de six enfants. Formé à la Slade School of Fine Art et à l'académie Julian, il a représenté aussi bien les paysages de la France que les synagogues de Londres, mais il doit également sa notoriété à son rôle d'artiste de guerre pendant les deux conflits mondiaux du XXe siècle, à ses nombreux portraits ainsi qu'à la publication de ses souvenirs, Men and memories: A History of the Arts, 1872-1922.
Durant les années 1890, Rothenstein débute en exposant ses travaux graphiques au New English Art Club et publie des dessins dans des revues comme The Yellow Book, The Savoy et The Dome.
Plus de deux cents de ses portraits sont conservés à la National Portrait Gallery de Londres. La Tate possède elle aussi une importante collection de ses œuvres. Directeur du Royal College of Art de 1920 à 1935, William Rothenstein a été anobli en 1931. Son fils, le critique d'art John Rothenstein (1901-1992), a été le conservateur de la Tate pendant plus de vingt-cinq ans. Il est membre de l'International Society of Sculptors, Painters and Gravers.
Son frère, Albert Rutherston (1881-1953), était aussi peintre, comme plusieurs autres membres de la famille. Julian Rothenstein, fils du cadet de William, le peintre-graveur Michael Rothenstein (1909-1993), est le fondateur des éditions d'art Redstone Press (en) (Londres), créées en 1986.
William Rothenstein, ami d'Auguste Rodin, a été l'un de ceux qui ont permis au public britannique de découvrir ce grand sculpteur français[réf. nécessaire]. Rabindranath Tagore lui a dédié son recueil de poèmes Gitanjali.

## Galerie

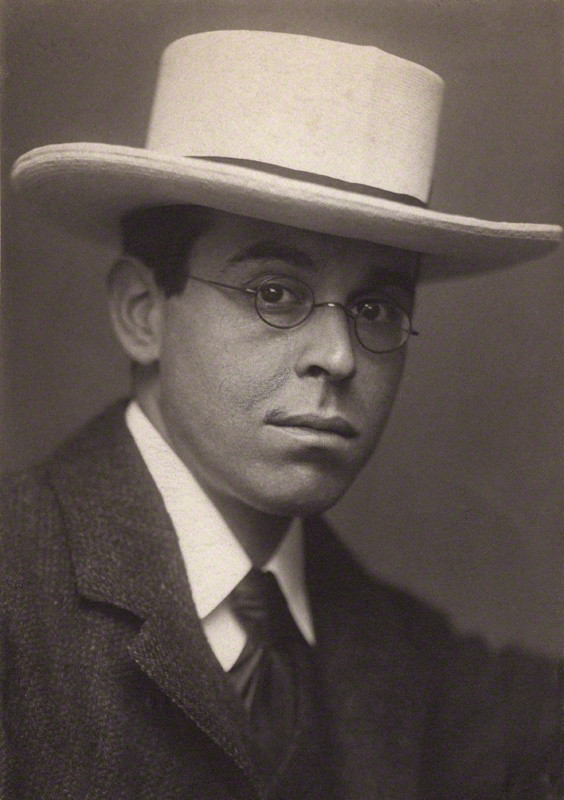
Sir William Rothenstein par George Charles Beresford (1902)
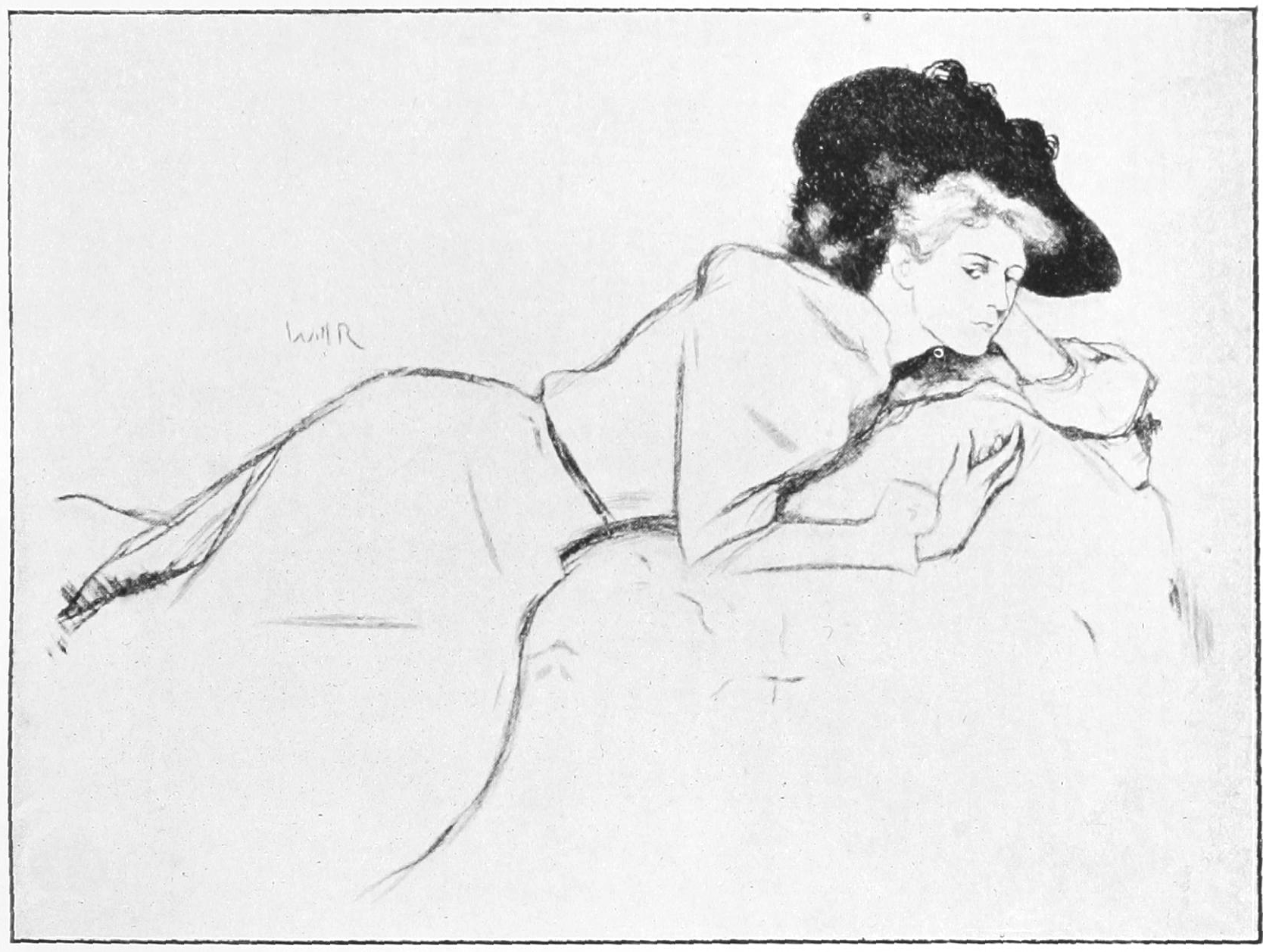
Illustration pour The Yellow Book, vol. 1 (1894) par Rothenstein
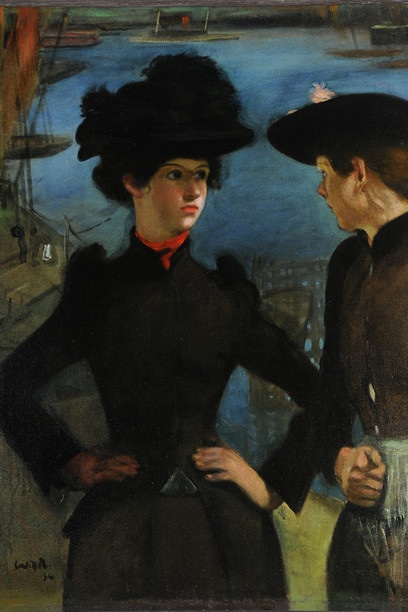
Coster Girls (1894) par Rothenstein
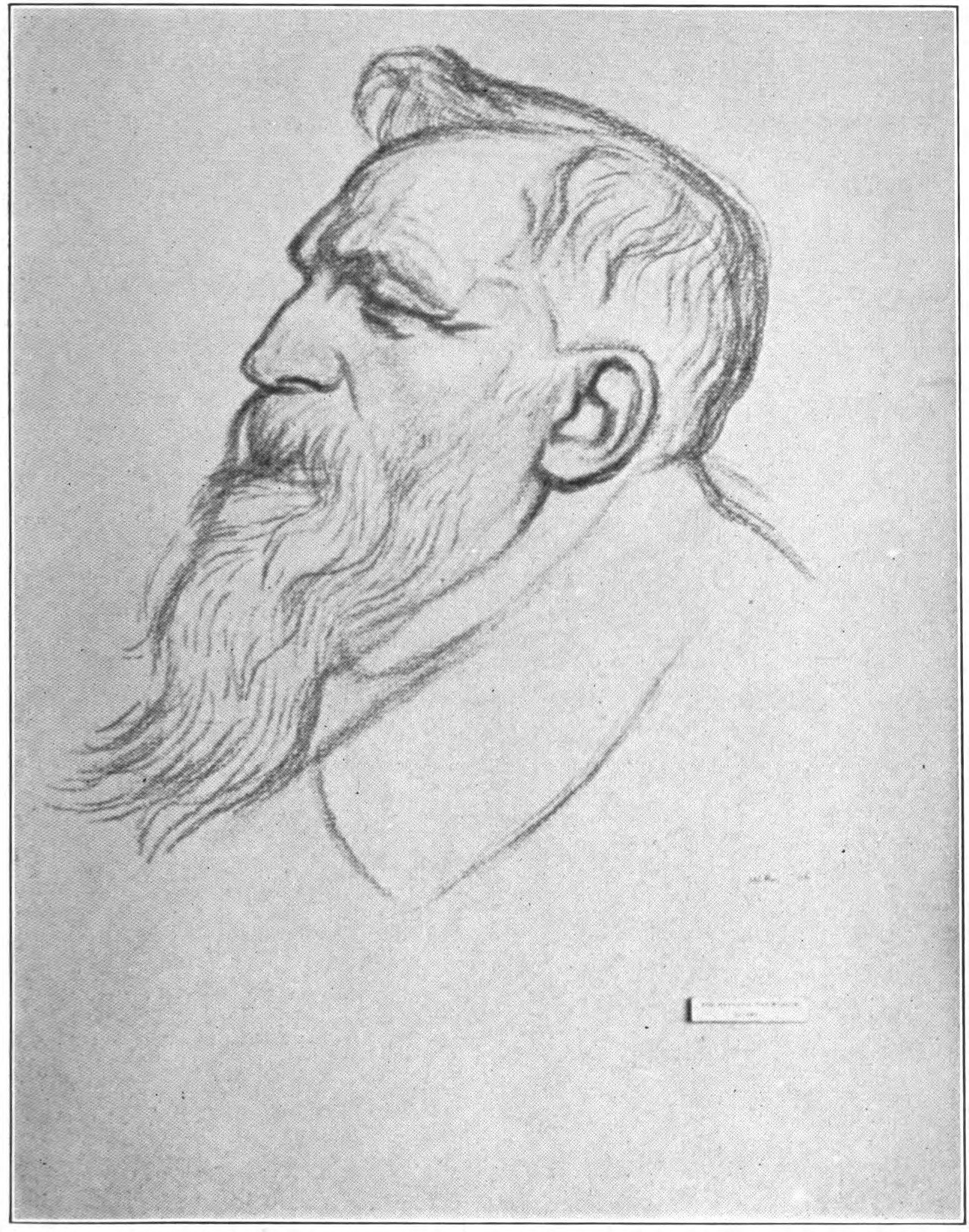
Auguste Rodin par Rothenstein
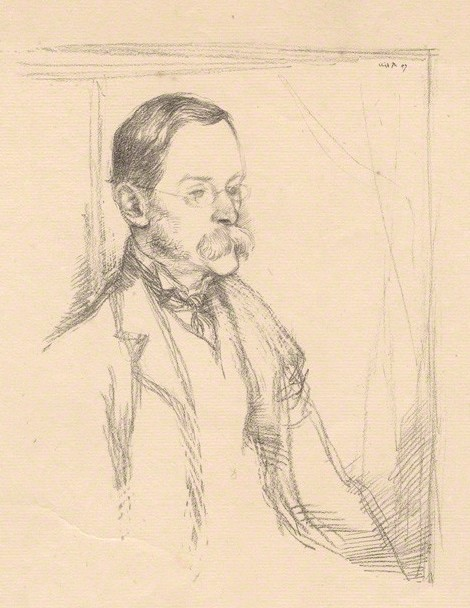
Frederick Pollock (lithographie) par Rothenstein
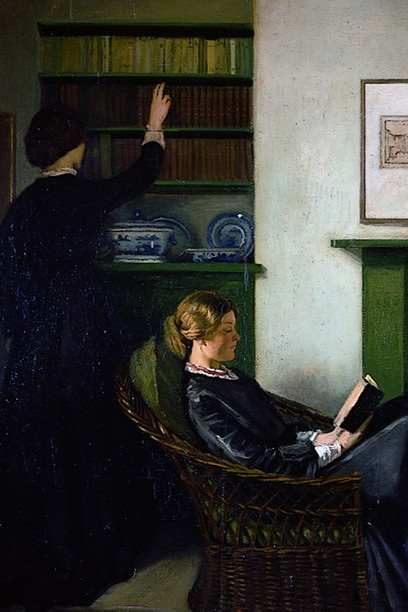
The Browning Readers (1900) par Rothenstein